# Břežany (ort i Tjeckien, Södra Mähren)
Břežany är en ort i Tjeckien.   Den ligger i regionen Södra Mähren, i den sydöstra delen av landet, 190 km sydost om huvudstaden Prag. Břežany ligger 194 meter över havet och antalet invånare är 931.
Terrängen runt Břežany är platt. Runt Břežany är det ganska glesbefolkat, med 42 invånare per kvadratkilometer. Närmaste större samhälle är Hrušovany nad Jevišovkou, 6,3 km sydost om Břežany. Trakten runt Břežany består till största delen av jordbruksmark.